# 国軍退除役官兵輔導委員会
国軍退除役官兵輔導委員会（ぎょうせいいん-こくぐんたいじょえきかんへいほどう-いいんかい、繁体字：國軍退除役官兵輔導委員會、略称：退輔会）は中華民国行政院に属する退役軍人労行政を所轄する機関。
退役軍人に関する5つの主要な問題（雇用、教育、医療、ヘルスケア、業務サービス）に特化した組織である。 傘下に16の栄民病院（栄民は栄誉国民、退役軍人の意）がある（4つの本院と12の分院を含む）、「栄誉国民の家」（退役軍人用国民宿舎）15軒、栄民サービスステーション19ヶ所、5つの農場組織、研修組織がある。

## 歴代退輔会主任委員
|    | 姓名      | 着任日         | 退任日         |
| -- | --------- | -------------- | -------------- |
| 1  | 厳家淦    | 1954年11月1日  | 1956年4月24日  |
| 2  | 蔣経国    | 1956年4月25日  | 1964年6月30日  |
| 3  | zh:趙聚鈺 | 1964年7月1日   | 1981年6月7日   |
| 4  | zh:鄭為元 | 1981年6月8日   | 1987年4月28日  |
| 5  | 張国英    | 1987年4月29日  | 1987年11月17日 |
| 6  | zh:許歷農 | 1987年11月18日 | 1993年2月26日  |
| 7  | 周世斌    | 1993年2月27日  | 1994年12月14日 |
| 8  | 楊亭雲    | 1994年12月15日 | 1999年1月31日  |
| 9  | 李楨林    | 1999年2月1日   | 2000年5月19日  |
| 10 | zh:楊德智 | 2000年5月20日  | 2003年2月5日   |
| 11 | 鄧祖琳    | 2003年2月6日   | 2004年5月19日  |
| 12 | zh:高華柱 | 2004年5月20日  | 2007年1月31日  |
| 13 | zh:胡鎮埔 | 2007年2月1日   | 2008年5月19日  |
| 14 | 高華柱    | 2008年5月20日  | 2009年9月9日   |
| 15 | 曾金陵    | 2009年9月10日  | 2013年7月31日  |
| 16 | zh:董翔龍 | 2013年8月1日   | 2016年5月19日  |
| 17 | 李翔宙    | 2016年5月20日  | 2018年2月25日  |
| 18 | zh:邱国正 | 2018年2月26日  | 2019年7月25日  |
| 19 | 馮世寛    | 2019年8月16日  | 現職           |

## 関連事業
- zh:欣欣客運
- 欣欣通運
- zh:大南汽車
- 大南通運
- 台北栄民総医院